# Kreutzer-sonaten (violinsonate)
 For alternative betydninger, se Kreutzer-sonaten. (Se også artikler, som begynder med Kreutzer-sonaten)
Kreutzer-sonaten eller Violinsonate nr. 9 i A-dur er en violinsonate komponeret af Ludwig van Beethoven i 1803 og offentliggjort som hans opus 47. Det er kendt for sin meget krævende violinstemme, sin usædvanlige længde (de fleste fremførelser varer næsten 40 minutter) og spillet på et stort følelsesregister med en kraftfuld førstesats, en eftertænksom andensats samt en munter og energisk tredjesats.
Sonaten var oprindeligt tilegnet violinisten George Bridgetower, der spillede den sammen med Beethoven ved uropførelsen 24. maj 1803. Koncerten i Wien startede højst usædvanligt allerede kl. 8 om morgenen, og Bridgetower havde ikke nået at øve stykket, kun læst partituret igennem. Efter opførelsen af stykket talte Bridgetower og Beethoven sammen over et glas vin. Bridgetower skal her have udtalt sig ringeagtende om en kvinde, som Beethoven satte højt. Det medførte, at Beethoven fjernede dedikationen til Bridgetower og tilegnede sonaten til Rodolphe Kreutzer, der regnedes for en af de fineste violinister i sin tid. Kreutzer spillede imidlertid aldrig stykket, idet han fandt det "fuldstændig uforståeligt". Han brød sig i det hele taget ikke særlig meget om Beethovens musik, og de to mødtes kun en enkelt gang, kortvarigt.
| Musik | Spire Denne musikartikel er en spire som bør udbygges. Du er velkommen til at hjælpe Wikipedia ved at udvide den. |